# Incognito (musikalbum)
Incognito är No Use for a Names första album, utgivet 1990 på skivbolaget New Red Archives. Det återutgavs 2001 av Fat Wreck Chords. Skivan producerades av Bad Religions gitarrist Brett Gurewitz.

## Låtlista
1. "DMV" - 3:08
2. "Sign the Bill" - 2:08
3. "It Won't Happen Again" - 4:10
4. "Hail to the King" - 1:52
5. "Weirdo" - 2:37
6. "Truth Hits Everybody" - 2:44
7. "Felix" - 2:23
8. "Noitall" - 2:20
9. "I Detest" - 2:12
10. "Puppet Show" - 3:20
11. "Record Thieves" - 2:49
12. "Power Bitch" - 4:07